# 大沢梅次郎

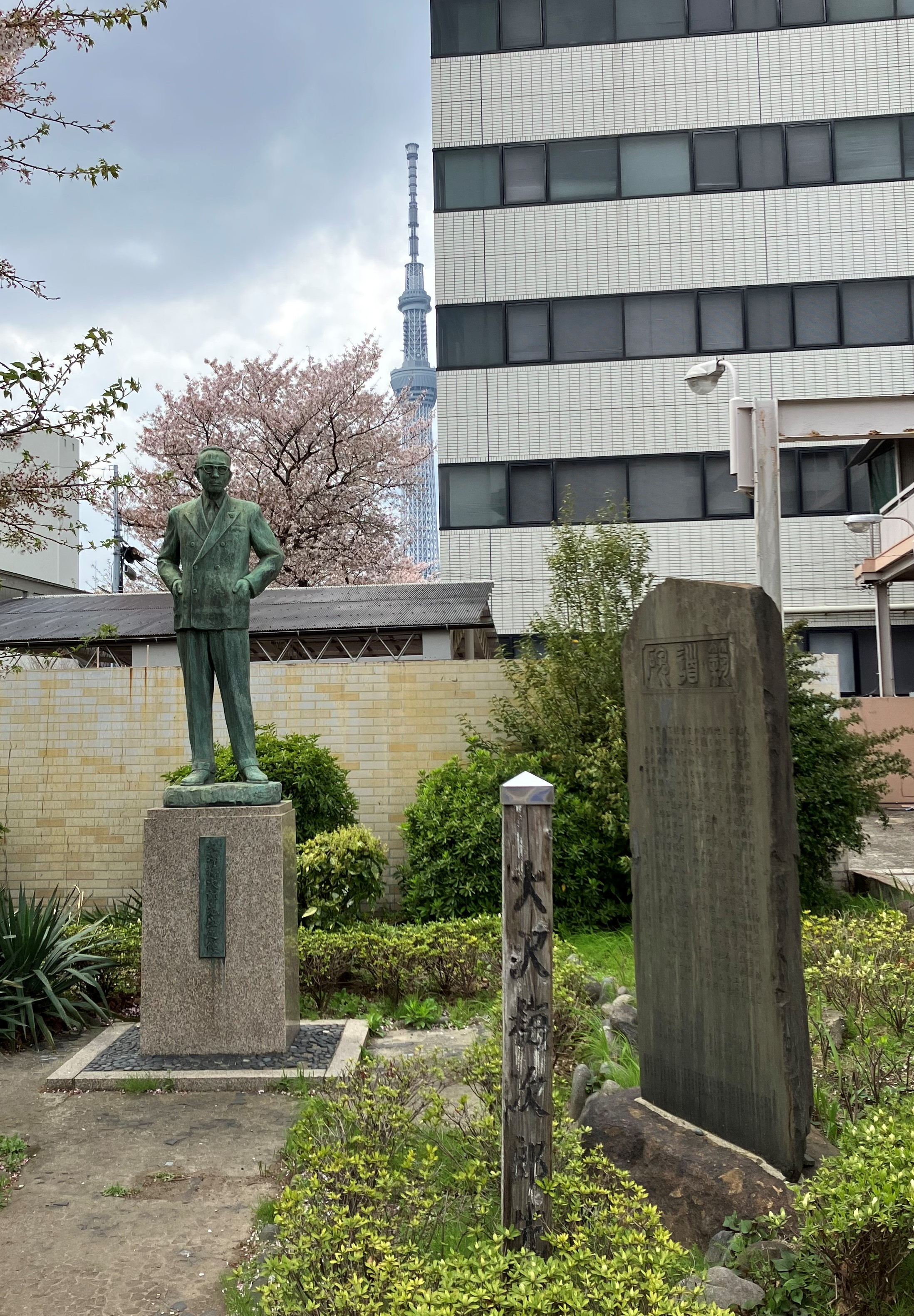
墨田区文花にある銅像

大沢 梅次郎（おおさわ うめじろう、1889年〈明治22年〉3月8日 - 1959年〈昭和34年〉9月20日）は、日本の政治家。
第2代都議会議長、東京都議会議員（4期）、東京市会議員（3期）、第27代東京府会議長、東京府会議員（3期）を歴任した。

## 経歴
1889年3月8日、東京府（現東京都）に生まれる。1928年6月10日に東京府会議員に就任した。1932年11月5日には東京市会議員にも就任した。1936年6月9日に府議を、1937年3月15日に市議を退任した。1940年6月10日に府議に、1942年6月15日に市議に再び就任した。また、1942年には第27代東京府会議長に就任した。この時、全国道府県会議長会（現全国都道府県議会議長会）会長も務めた。1943年に府会議長を退任した。同年6月30日に府議、市議共に退任した。（府議、市議共に3期ずつ務めた）同年9月13日の第1回東京都議会議員選挙で、当時の向島区選挙区から立候補して、初当選した。1944年10月21日に第2代東京都議会議長に就任した。また、全国都道府県議会議長会会長も再び務めた。1945年10月22日に都議会議長を退任した。その後は、都民クラブ幹事長（1946年から1947年）、東京都監査委員（1947年から1948年）、都議会民主クラブ幹事長（1948年から1950年）を歴任した。1959年の任期満了をもって都議を退任した。同年9月20日に死去した。

## 栄典
- 1950年 - 藍綬褒章[1]
- 没後 - 従五位・勲四等瑞宝章[1]